# Jack și războinica
Jack și războinica este al șaselea episod al serialului de desene animate Samurai Jack.

## Subiect
Jack străbate un pitoresc oraș arab și intră într-o prăvălie de obiecte mistice. Anticarul este minuscul de statură și foarte vorbăreț. Dar când Jack îi arată manuscrisul antic al blănoșilor, pe care figura același simbol ca pe fațada prăvăliei, anticarul îl conduce către Lumina Eternității, un fascicul luminos în care își fac apariția diverse viziuni. Undeva în deșert se află o bijuterie magică, ce îi poate ajuta pe cei cu inima pură. Jack va trebui să urmeze direcția indicată de apusul Soarelui și răsăritul Lunii.
Dar viziunea este întreruptă de apariția bruscă a unei bande de vânători de recompense, cu patru iatagane în loc de mâini, și înfășurați în panglici. Într-un moment dificil al luptei, mai intervine un personaj: o femeie misterioasă, care îl ajută pe Jack să scape de vânători. Fug amândoi din oraș călare pe niște ukle (un fel de cămile).
În prima noapte, la vâlvătaia focului, Ikra își spune povestea. Tatăl ei se ridicase împotriva lui Aku și fusese închis de acesta într-un inel de foc. Ca atare, pornise și ea în căutarea acelei bijuterii magice, cu ajutorul căreia să-și elibereze tatăl. Anticarul ar fi fost ultimul supraviețuitor al unei vechi rase de locuitori ai deșertului, singurul care mai știa unde se află bijuteria.
Cei doi pornesc iar la drum și înfruntă o furtună de nisip. Apoi un monstru răsare din nisip și o înghite pe Ikra, dar ea scapă tăindu-i burta. De la un moment dat, își continuă drumul fără ukle, lăsate probabil să se odihnească în vreo oază. Un păsăroi o înșfacă pe Ikra și Jack o eliberează, sărind în cârca păsăroiului și obligându-l să o lase jos. Jack se afundă în niște nisipuri mișcătoare, iar Ikra îl trage afară cu un băț. Ajung la sultanul unui trib care îi ospătează și îi distrează cu dansatori. Pornesc din nou. Trec astfel mai multe zile și nopți.
Cei doi ajung în sfârșit în oaza în care se găsește bijuteria, dar aceasta îi testează cu o rază și, simțind Răul, face să apară un Gigant care s-o apere. Jack nu vrea să lupte și este fulgerat de Gigant, dar Ikra își ia zborul și îi dă târcoale Gigantului, iar apoi se mărește pentru a se putea măsura cu Gigantul de la egal la egal și îl învinge. Ikra smulge bijuteria din fruntea Gigantului prăbușit și îl sparge. Iese la iveală adevărata identitate a Ichrei: era Aku deghizat!
Pe parcursul tovărășiei dintre Jack și Ikra, adevărata natură a acesteia fusese simțită de anticar (dar nu mai apucase să-l avertizeze pe Jack) și de un șoricel (care nu vrusese să mănânce din mâna ei, ascunzându-se în pământ). Iar la un moment dat, Ikra îl numește pe Aku lord și stăpân.